# 後藤一也
後藤 一也（ごとう かずや、1970年（昭和45年）4月27日 - ）は、日本のテレビプロデューサー、演出家。

## 来歴
北海道大学経済学部卒業後、1998年に北海道文化放送に入社した。報道部記者を経て、ドキュメンタリー、ドラマ制作。

## 主な担当番組
- ある出所者の軌跡〜浅草レッサーパンダ事件の深層[1]（2005年、演出）- ギャラクシー賞選奨[2]、日本民間放送連盟賞テレビ報道番組優秀賞[3]、放送文化基金賞、地方の時代映像祭優秀賞、FNSドキュメンタリー大賞優秀賞
- 石炭奇想曲〜夕張、東京、そしてベトナム（2007年、演出・構成） - 日本民間放送連盟賞テレビ報道番組最優秀賞[4]、ギャラクシー賞奨励賞、仏国際テレビ映像フェスティバルFIPATEL招待、FNSドキュメンタリー大賞特別賞
- 風のガーデン （2008年、演出協力）
- 雨はすべてを洗い流す〜在宅死に向き合う三家族の絶望と再生の記録（2010年、演出・構成） - 地方の時代映像祭優秀賞[5]
- バッケンレコードを超えて[6]（2013年、主演:比嘉愛未、演出・脚本）
- 乃木坂46 橋本奈々未の恋する文学[7][8][9]（2016年、主演:橋本奈々未、演出・プロデューサー） - 中国・2018アジア旅映画テレビ映像祭国際番組部門最優秀賞[10]、BD＆DVDオリコン週間映像ランキングのドラマ部門で1位[11]
- EXILE TRIBE 男旅（2018年〜、総合プロデューサー）
- About Her （2020年、プロデューサー）